# Черчек, Марьян
Марьян Черчек (сербохорв. Marijan Čerček; род. 3 февраля 1949, Загреб, Югославия) — югославский футболист, полузащитник.

## Карьера

### Клубная карьера
Во взрослом футболе дебютировал в 1967 году в составе загребского «Динамо», в котором провёл большую часть своей карьеры. За этот период команда заняла второе место в чемпионате Югославии в 1969 году и в том же году завоевала Кубок Югославии. Черчек также забил гол на Кубке ярмарок 1966/1967.
В 1975 году Черчек перешёл в клуб «Загреб» в котором пробыл шесть лет, завершив карьеру футболиста в 1981 году.

### Карьера в сборной
В сентябре 1969 года дебютировал в официальных матчах в составе национальной сборной Югославии в товарищеском матче против сборной СССР.